# Lista de cantões do Equador

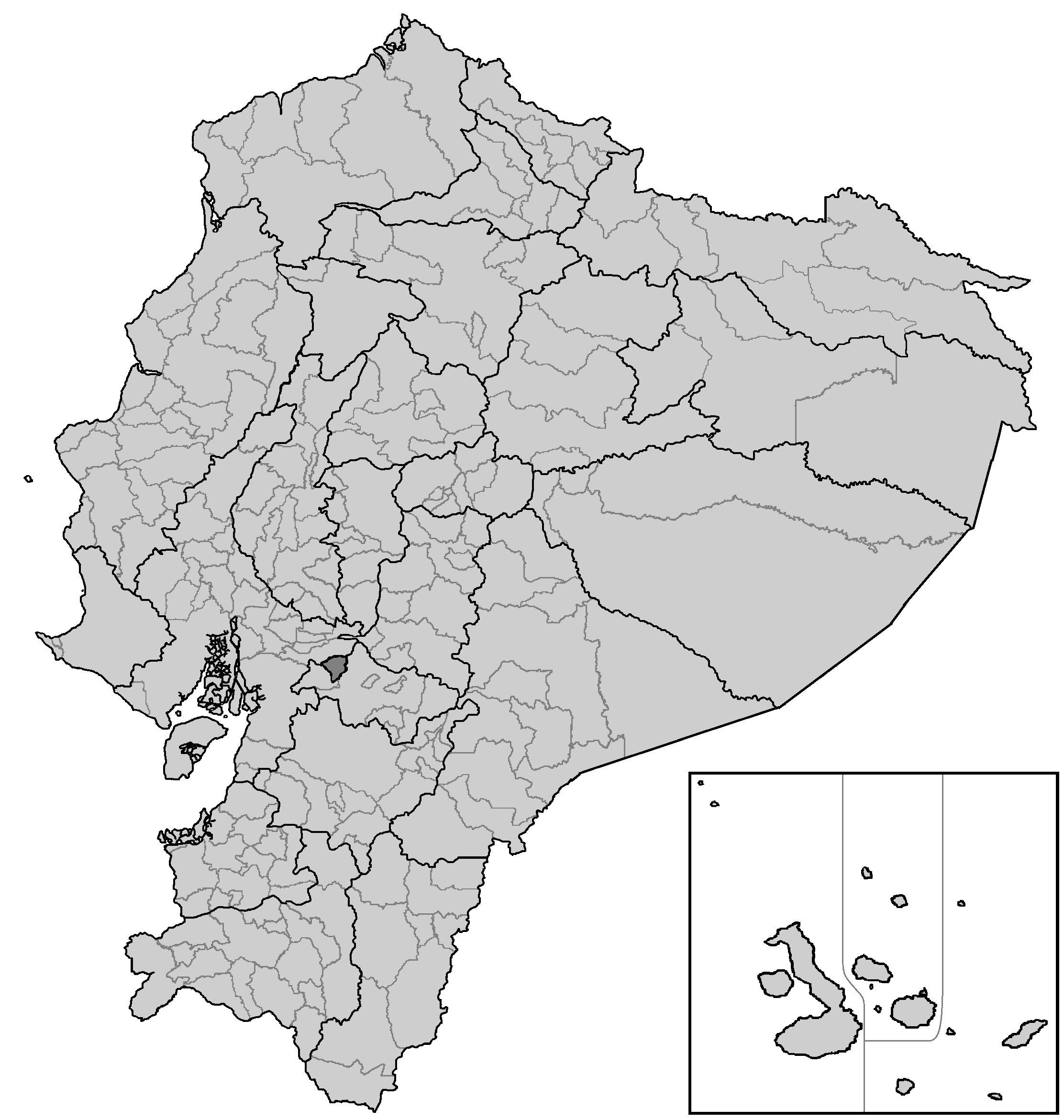
Cantões do Equador

Os Cantões do Equador são o segundo-nível de subdivisões do Equador, abaixo das províncias. Existem 226 cantões no país, três dos quais não estão em qualquer província. Os cantões são ainda sub-divididos em paróquias, que são classificadas quer como urbanas ou rurais. Abaixo está uma lista dos cantões por província.
Em cada cantão, há um jefe político, escolhido por, e representando os interesses do presidente. Há também um prefeito (alcalde) e um conselho municipal (concejo municipal), escolhidos por voto popular.

## Cantões

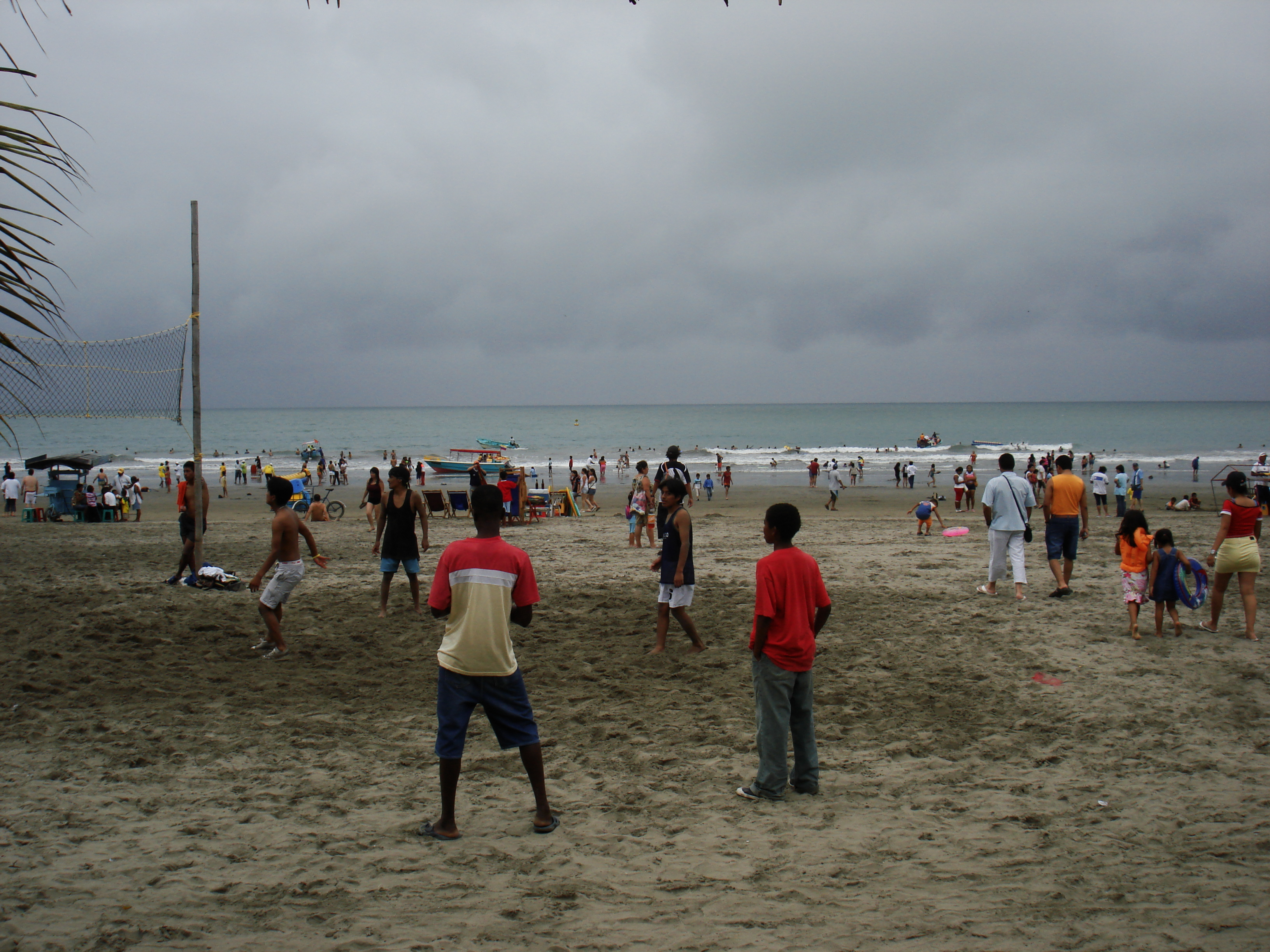
Atacames

|  | Cantão                         | Área  | Capital                          | Província        |
|  | ------------------------------ | ----- | -------------------------------- | ---------------- |
|  | Aguarico                       |       | Nuevo Rocafuerte                 | Orellana         |
|  | Alausí                         | 1 644 | Alausí                           | Chimborazo       |
|  | Ambato                         |       | Ambato                           | Tungurahua       |
|  | Antonio Ante                   |       | Atuntaqui                        | Imbabura         |
|  | Arajuno                        |       | Arajuno                          | Pastaza          |
|  | Archidona                      |       | Archidona                        | Napo             |
|  | Arenillas                      |       | Arenillas                        | El Oro           |
|  | Atacames                       |       | Atacames                         | Esmeraldas       |
|  | Atahualpa                      |       | Paccha                           | El Oro           |
|  | Azogues                        |       | Azogues                          | Cañar            |
|  | Baba                           |       | Baba                             | Los Ríos         |
|  | Babahoyo                       |       | Babahoyo                         | Los Ríos         |
|  | Balao                          |       | Balao                            | Guayas           |
|  | Balsas                         |       | Balsas                           | El Oro           |
|  | Balzar                         |       | Balzar                           | Guayas           |
|  | Baños                          |       | Baños                            | Tungurahua       |
|  | Biblián                        |       | Biblián                          | Cañar            |
|  | Bolívar                        |       | Bolívar                          | Carchi           |
|  | Bolívar                        |       | Calceta                          | Manabí           |
|  | Bucay                          |       | Bucay                            | Guayas           |
|  | Buena Fé                       |       | San Jacinto de Buena Fé          | Los Ríos         |
|  | Caluma                         |       | Caluma                           | Bolívar          |
|  | Calvas                         |       | Cariamanga                       | Loja             |
|  | Cañar                          |       | Cañar                            | Cañar            |
|  | Carlos Julio Arosemena Tola    |       | Carlos J. Arosemena              | Napo             |
|  | Cascales                       |       | El Dorado de Cascales            | Sucumbíos        |
|  | Catamayo                       |       | Catamayo                         | Loja             |
|  | Cayambe (cantão)               |       | Cayambe                          | Pichincha        |
|  | Celica                         |       | Celica                           | Loja             |
|  | Centinela del Cóndor           |       | Zumbi                            | Zamora-Chinchipe |
|  | Cevallos                       |       | Cevallos                         | Tungurahua       |
|  | Chaguarpamba                   |       | Chaguarpamba                     | Loja             |
|  | Chambo                         |       | Chambo                           | Chimborazo       |
|  | Chilla                         |       | Chilla                           | El Oro           |
|  | Chillanes                      |       | Chillanes                        | Bolívar          |
|  | Chimbo                         |       | Chimbo                           | Bolívar          |
|  | Chinchipe                      |       | Zumba                            | Zamora-Chinchipe |
|  | Chone                          |       | Chone                            | Manabí           |
|  | Chordeleg                      |       | Chordeleg                        | Azuay            |
|  | Chunchi                        |       | Chunchi                          | Chimborazo       |
|  | Colimes                        |       | Colimes                          | Guayas           |
|  | Colta                          |       | Villa la Unión                   | Chimborazo       |
|  | Coronel Marcelino Maridueña    |       | Coronel Marcelino Maridueña      | Guayas           |
|  | Cotacachi                      |       | Cotacachi                        | Imbabura         |
|  | Cuenca                         |       | Cuenca                           | Azuay            |
|  | Cumandá                        |       | Cumandá                          | Chimborazo       |
|  | Cuyabeno                       |       | Tarapoa                          | Sucumbíos        |
|  | Daule                          |       | Daule                            | Guayas           |
|  | Déleg                          |       | Déleg                            | Cañar            |
|  | Durán                          |       | Durán                            | Guayas           |
|  | Echeandía                      |       | Echeandía                        | Bolívar          |
|  | El Carmen                      |       | El Carmen                        | Manabí           |
|  | El Chaco                       |       | El Chaco                         | Napo             |
|  | El Empalme                     |       | El Empalme                       | Guayas           |
|  | El Guabo                       |       | El Guabo                         | El Oro           |
|  | El Pan                         |       | El Pan                           | Azuay            |
|  | El Pangui                      |       | El Pangui                        | Zamora-Chinchipe |
|  | El Piedrero                    |       |                                  |                  |
|  | El Tambo                       |       | El Tambo                         | Cañar            |
|  | El Triunfo                     |       | El Triunfo                       | Guayas           |
|  | Eloy Alfaro                    |       | Valdéz                           | Esmeraldas       |
|  | Esmeraldas                     |       | Esmeraldas                       | Esmeraldas       |
|  | Espejo                         |       | El Ángel                         | Carchi           |
|  | Espíndola                      |       | Espíndola                        | Loja             |
|  | Flavio Alfaro                  |       | Flavio Alfaro                    | Manabí           |
|  | Francisco de Orellana          |       | Francisco de Orellana            | Orellana         |
|  | Girón                          |       | Girón                            | Azuay            |
|  | Gonzalo Pizarro                |       | Lumbaqui                         | Sucumbíos        |
|  | Gonzanamá                      |       | Gonzanamá                        | Loja             |
|  | Guachapala                     |       | Guachapala                       | Azuay            |
|  | Gualaceo                       |       | Gualaceo                         | Azuay            |
|  | Gualaquiza                     |       | Gualaquiza                       | Morona-Santiago  |
|  | Guamote                        |       | Guamote                          | Chimborazo       |
|  | Guano                          |       | Guano                            | Chimborazo       |
|  | Guaranda                       |       | Guaranda                         | Bolívar          |
|  | Guayaquil                      |       | Guayaquil                        | Guayas           |
|  | Huamboya                       |       | Huamboya                         | Morona-Santiago  |
|  | Huaquillas                     |       | Huaquillas                       | El Oro           |
|  | Ibarra                         |       | Ibarra                           | Imbabura         |
|  | Santa Cruz                     |       | Puerto Ayora                     | Galápagos        |
|  | Cristóvão                      |       | Puerto Baquerizo Moreno          | Galápagos        |
|  | Isabela                        |       | Puerto Villamil                  | Galápagos        |
|  | Isidro Ayora                   |       | Isidro Ayora                     | Guayas           |
|  | Jama                           |       | Jama                             | Manabí           |
|  | Jaramijó                       |       | Jaramijó                         | Manabí           |
|  | Jipijapa                       |       | Jipijapa                         | Manabí           |
|  | Joya de los Sachas             |       | La Joya de los Sachas            | Orellana         |
|  | Jujan                          |       | Jujan                            | Guayas           |
|  | Junín                          |       | Junín                            | Manabí           |
|  | La Libertad                    |       | La Libertad                      | Guayas           |
|  | La Maná                        |       | La Maná                          | Cotopaxi         |
|  | La Troncal                     |       | La Troncal                       | Cañar            |
|  | Lago Agrio                     |       | Nueva Loja                       | Sucumbíos        |
|  | Las Golondrinas                |       |                                  |                  |
|  | Las Lajas                      |       | La Victoria                      | El Oro           |
|  | Las Naves                      |       | Las Naves                        | Bolívar          |
|  | Latacunga                      |       | Latacunga                        | Cotopaxi         |
|  | Limón Indanza                  |       | General Leonidas Plaza Gutiérrez | Morona-Santiago  |
|  | Logroño                        |       | Logroño                          | Morona-Santiago  |
|  | Loja                           |       | Loja                             | Loja             |
|  | Lomas de Sargentillo           |       | Lomas de Sargentillo             | Guayas           |
|  | Loreto                         |       | Loreto                           | Orellana         |
|  | Macará                         |       | Macará                           | Loja             |
|  | Machala                        |       | Machala                          | El Oro           |
|  | Manga del Cura                 |       |                                  |                  |
|  | Manta                          |       | Manta                            | Manabí           |
|  | Marcabelí                      |       | Marcabelí                        | El Oro           |
|  | Mejía                          |       | Machachi                         | Pichincha        |
|  | Mera                           |       | Mera                             | Pastaza          |
|  | Milagro                        |       | Milagro                          | Guayas           |
|  | Mira                           |       | Mira                             | Carchi           |
|  | Mocache                        |       | Mocache                          | Los Ríos         |
|  | Mocha                          |       | Mocha                            | Tungurahua       |
|  | Montalvo                       |       | Montalvo                         | Los Ríos         |
|  | Montecristi                    |       | Montecristi                      | Manabí           |
|  | Montúfar                       |       | San Gabriel                      | Carchi           |
|  | Morona                         |       | Macas                            | Morona-Santiago  |
|  | Muisne                         |       | Muisne                           | Esmeraldas       |
|  | Nabón                          |       | Nabón                            | Azuay            |
|  | Nangaritza                     |       | Nangaritza                       | Zamora-Chinchipe |
|  | Naranjal                       |       | Naranjal                         | Guayas           |
|  | Naranjito                      |       | Naranjito                        | Guayas           |
|  | Nobol                          |       | Nobol                            | Guayas           |
|  | Olmedo                         |       | Olmedo                           | Loja             |
|  | Olmedo                         |       | Olmedo                           | Manabí           |
|  | Oña                            |       | Oña                              | Azuay            |
|  | Otavalo                        |       | Otavalo                          | Imbabura         |
|  | Pablo Sexto                    |       | Pablo Sexto                      | Morona-Santiago  |
|  | Paján                          |       | Paján                            | Manabí           |
|  | Palanda                        |       | Palanda                          | Zamora-Chinchipe |
|  | Palenque                       |       | Palenque                         | Los Ríos         |
|  | Palestina                      |       | Palestina                        | Guayas           |
|  | Pallatanga                     |       | Pallatanga                       | Chimborazo       |
|  | Palora                         |       | Palora                           | Morona-Santiago  |
|  | Paltas                         |       | Catacocha                        | Loja             |
|  | Pangua                         |       | El Corazón                       | Cotopaxi         |
|  | Paquisha                       |       | Paquisha                         | Zamora-Chinchipe |
|  | Pasaje                         |       | Pasaje                           | El Oro           |
|  | Pastaza                        |       | Pastaza                          | Pastaza          |
|  | Patate                         |       | Patate                           | Tungurahua       |
|  | Paute                          |       | Paute                            | Azuay            |
|  | Pedernales                     |       | Pedernales                       | Manabí           |
|  | Pedro Carbo                    |       | Pedro Carbo                      | Guayas           |
|  | Pedro Moncayo                  |       | Tabacundo                        | Pichincha        |
|  | Pedro Vicente Maldonado        |       | Pedro Vicente Maldonado          | Pichincha        |
|  | Pelileo                        |       | Pelileo                          | Tungurahua       |
|  | Penipe                         |       | Penipe                           | Chimborazo       |
|  | Pichincha                      |       | Pichincha                        | Manabí           |
|  | Píllaro                        |       | Píllaro                          | Tungurahua       |
|  | Pimampiro                      |       | Pimampiro                        | Imbabura         |
|  | Piñas                          |       | Piñas                            | El Oro           |
|  | Pindal                         |       | Pindal                           | Loja             |
|  | Playas                         |       | Playas                           | Guayas           |
|  | Ponce Enríquez                 |       | Ponce Enríquez                   | Azuay            |
|  | Portovelo                      |       | Portovelo                        | El Oro           |
|  | Portoviejo                     |       | Portoviejo                       | Manabí           |
|  | Pucará                         |       | Pucará                           | Azuay            |
|  | Pueblo Viejo                   |       | Puebloviejo                      | Los Ríos         |
|  | López                          |       | Puerto López                     | Manabí           |
|  | Puerto Quito                   |       | Puerto Quito                     | Pichincha        |
|  | Pujilí                         |       | Pujilí                           | Cotopaxi         |
|  | Putumayo                       |       | Puerto El Carmen de Putumayo     | Sucumbíos        |
|  | Puyango                        |       | Alamor                           | Loja             |
|  | Quero                          |       | Quero                            | Tungurahua       |
|  | Quevedo                        |       | Quevedo                          | Los Ríos         |
|  | Quijos                         |       | Baeza                            | Napo             |
|  | Quilanga                       |       | Quilanga                         | Loja             |
|  | Quinindé                       |       | Rosa Zárate                      | Esmeraldas       |
|  | Quinsaloma                     |       | Quinsaloma                       | Los Ríos         |
|  | Quito                          |       | Quito                            | Pichincha        |
|  | Río Verde                      |       | Rioverde                         | Esmeraldas       |
|  | Riobamba                       |       | Riobamba                         | Chimborazo       |
|  | Rocafuerte                     |       | Rocafuerte                       | Manabí           |
|  | Rumiñahui                      |       | Sangolquí                        | Pichincha        |
|  | Salcedo                        |       | San Miguel                       | Cotopaxi         |
|  | Salinas                        |       | Salinas                          | Guayas           |
|  | Samborondón                    |       | Samborondón                      | Guayas           |
|  | San Fernando                   |       | San Fernando                     | Azuay            |
|  | San Juan Bosco                 |       | San Juan Bosco                   | Morona-Santiago  |
|  | San Lorenzo                    |       | San Lorenzo                      | Esmeraldas       |
|  | San Miguel                     |       | San Miguel                       | Bolívar          |
|  | San Miguel de los Bancos       |       | San Miguel de los Bancos         | Pichincha        |
|  | San Miguel de Urcuquí          |       | Urcuquí                          | Imbabura         |
|  | San Pedro de Huaca             |       | Huaca                            | Carchi           |
|  | San Vicente                    |       | San Vicente                      | Manabí           |
|  | Santa Ana                      |       | Santa Ana                        | Manabí           |
|  | Santa Clara                    |       | Santa Clara                      | Pastaza          |
|  | Santa Elena                    |       | Santa Elena                      | Guayas           |
|  | Santa Isabel                   |       | Santa Isabel                     | Azuay            |
|  | Santa Lucía                    |       | Santa Lucía                      | Guayas           |
|  | Santa Rosa                     |       | Santa Rosa                       | El Oro           |
|  | Santiago                       |       | Santiago de Méndez               | Morona-Santiago  |
|  | Santo Domingo de los Colorados |       | Santo Domingo de los Colorados   | Pichincha        |
|  | Saquisilí                      |       | Saquisilí                        | Cotopaxi         |
|  | Saraguro                       |       | Saraguro                         | Loja             |
|  | Sevilla de Oro                 |       | Sevilla de Oro                   | Azuay            |
|  | Shushufindi                    |       | Shushufindi                      | Sucumbíos        |
|  | Sigchos                        |       | Sigchos                          | Cotopaxi         |
|  | Sigsig                         |       | Sigsig                           | Azuay            |
|  | Simón Bolívar                  |       | Simón Bolívar                    | Guayas           |
|  | Sozoranga                      |       | Sozoranga                        | Loja             |
|  | Sucre                          |       | Bahía de Caráquez                | Manabí           |
|  | Sucúa                          |       | Sucúa                            | Morona-Santiago  |
|  | Sucumbíos                      |       | La Bonita                        | Sucumbíos        |
|  | Suscal                         |       | Suscal                           | Cañar            |
|  | Taisha                         |       | Taisha                           | Morona-Santiago  |
|  | Tena                           |       | Tena                             | Napo             |
|  | Tisaleo                        |       | Tisaleo                          | Tungurahua       |
|  | Tiwintza                       |       | Santiago                         | Morona-Santiago  |
|  | Tosagua                        |       | Tosagua                          | Manabí           |
|  | Tulcán                         |       | Tulcán                           | Carchi           |
|  | Urbina Jado                    |       | Salitre                          | Guayas           |
|  | Urdaneta                       |       | Catarama                         | Los Ríos         |
|  | Valencia                       |       | Valencia                         | Los Ríos         |
|  | Veinticuatro de Mayo           |       | Sucre                            | Manabí           |
|  | Ventanas                       |       | Ventanas                         | Los Ríos         |
|  | Vinces                         |       | Vinces                           | Los Ríos         |
|  | Yacuambi                       |       | Yacuambi                         | Zamora-Chinchipe |
|  | Yaguachi                       |       | Yaguachi                         | Guayas           |
|  | Yanzatza                       |       | Yanzatza                         | Zamora-Chinchipe |
|  | Zamora                         |       | Zamora                           | Zamora-Chinchipe |
|  | Zapotillo                      |       | Zapotillo                        | Loja             |
|  | Zaruma                         |       | Zaruma                           | El Oro           |